# Actème
 (juillet 2025).
Si vous disposez d'ouvrages ou d'articles de référence ou si vous connaissez des sites web de qualité traitant du thème abordé ici, merci de compléter l'article en donnant les références utiles à sa vérifiabilité et en les liant à la section « Notes et références ».
Les actèmes sont les manifestations verbales des acta (unité actinomique). Ils correspondent à la verbalisation d'un acte, d'une transformation.
Ce terme est utilisé dans la méthode KOD, dont il est un des trois types d'unités (les deux autres étant taxème et schémème).